# بول بينو
بول بينو (بالإنجليزية: Paul Pineau)‏ مواليد 7 ديسمبر 1923 في بايي دو لا لوار، فرنسا - الوفاة 13 مارس 2006 في أجان، كان دراج فرنسي.

## روابط خارجية
- بول بينو على موقع أرشيف الدراجات (الإنجليزية)
- بول بينو على موقع إحصائيات الدراجات الإحترافية (الإنجليزية)